# Aleksander Wolszczan

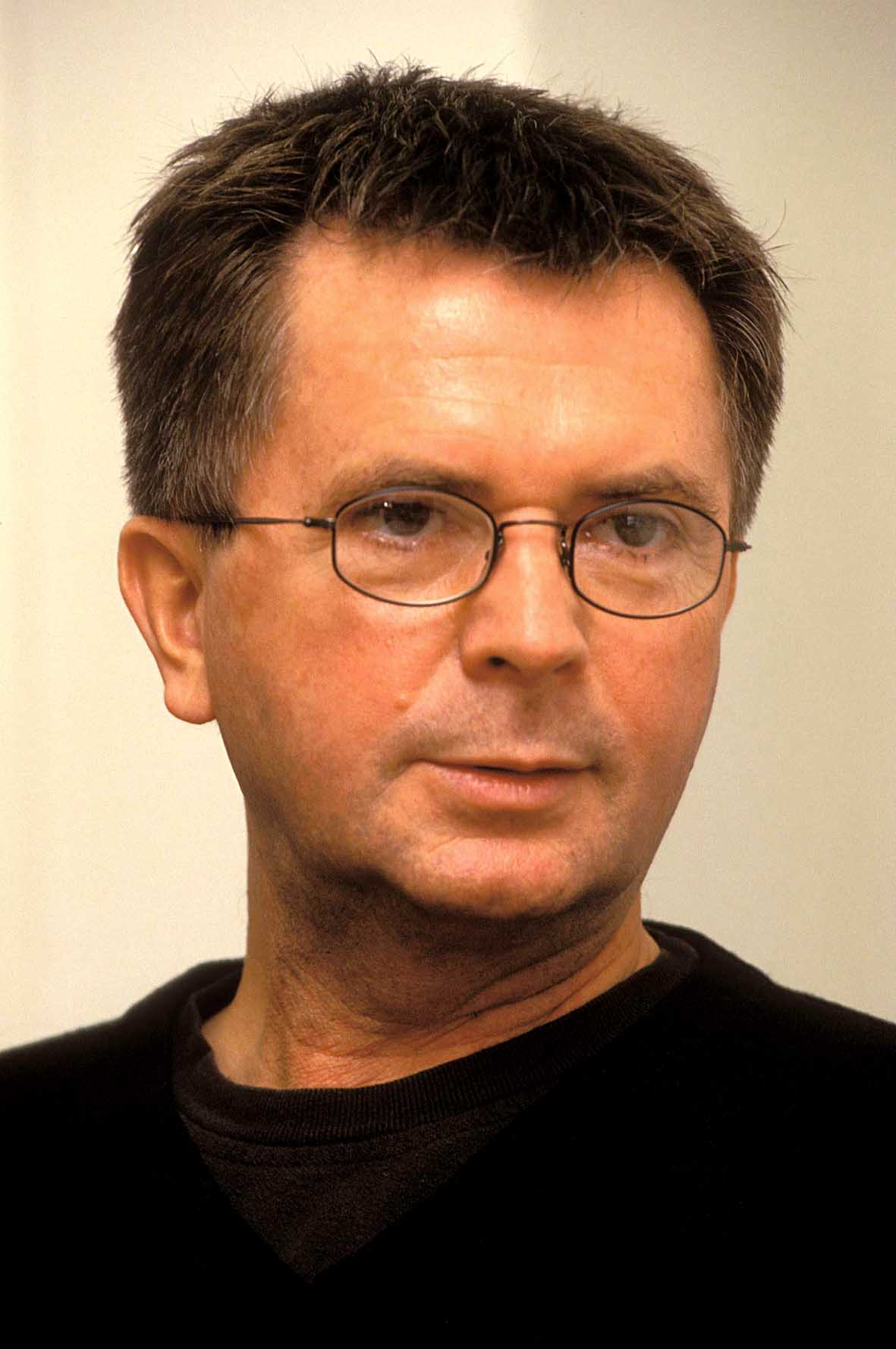
Aleksander Wolszczan (2007)

Aleksander Wolszczan (Szczecinek, 29 april 1946) is een Pools astronoom. Hij is de medeontdekker van de eerst gelokaliseerde exoplaneten.
Wolszczan werkte onder meer aan Cornell en Princeton University. Nadien kreeg hij zijn huidige positie aan Pennsylvania State University. Hij heeft ook een opdracht bij zijn eigen Alma Mater, de Nicolaas Copernicus-universiteit in het Poolse Toruń.
In 1990 ontdekte hij met de Arecibotelescoop de pulsar PSR B1257+12. In 1992 kon hij samen met Dale Frail het bestaan bewijzen van twee exoplaneten, PSR B1257+12A en PSR B1257+12B.
In 1996 werd hij laureaat van de Beatrice M. Tinsley Prize.
Hij is een bekend lid van de Poolse Academie van Wetenschappen.
- Bibliothèque nationale de France: cb137744249 (data)
- International Standard Name Identifier: 0000 0001 1340 9321
- Library of Congress Control Number: no2009128073
- Nationale Bibliotheek van Polen: a0000002541218
- ORCID: 0000-0003-1915-5670
- Réseau des bibliothèques de Suisse occidentale: 02-A025952734
- Système universitaire de documentation: 25128347X
- Virtual International Authority File: 165628036